# Fokkemast
En fokkemast er i skibsterminologi betegnelsen for den forreste mast på et flermastet skib.